# Озерище (Рогачёвский район)
Озерище (бел. Азярышчы) — деревня в Кистеневском сельсовете Рогачёвского района Гомельской области Беларуси.
На севере и западе граничит с лесом.

## География

### Расположение
В 6 км на северо-восток от районного центра и железнодорожной станции Рогачёв (на линии Могилёв — Жлобин), 127 км от Гомеля.

### Гидрография
На реке Днепр.

## Транспортная сеть
Транспортные связи по просёлочной, затем автомобильной дороге Рогачёв — Старое Село. Планировка состоит из прямолинейной широтной улицы, к которой на востоке присоединяетсяпрямолинейная короткая улица. Застройка плотная, деревянная, усадебного типа.

## История
По письменным источникам известна с XVIII века как деревня в Речицком повете Минского воеводства Великого княжества Литовского. Упоминается в 1756 году как деревня в Заднепровском войтовстве Рогачёвского староства. После 1-го раздела Речи Посполитой (1772 год) в составе Российской империи. По ревизии 1816 года владение помещика Ланевского, в Рогачёвском уезде Могилёвской губернии. С 1880 года действовал хлебозапасный магазин. Согласно переписи 1897 года действовала часовня. В 1909 году 1044 десятины земли, мельница, в Кистенёвской волости Рогачёвского уезда Могилёвской губернии.
В 1931 году организован колхоз. Во время Великой Отечественной войны в феврале 1944 года оккупанты сожгли 29 дворов убили 21 жителя. В боях за деревню погибли 26 советских солдат (похоронены в братской могиле на кладбище). Согласно переписи 1959 года в составе совхоза «Кистени» (центр — деревня Кистени).
До 5 сентября 2000 года в составе Старосельского сельсовета.

## Население

### Численность
- 2004 год — 39 хозяйств, 59 жителей.

### Динамика
- 1816 год — 24 двора, 159 жителей.
- 1897 год — 51 двор, 393 жителя (согласно переписи).
- 1909 год — 63 двора, 509 жителей.
- 1925 год — 90 дворов.
- 1940 год — 103 двора, 509 жителей.
- 1959 год — 388 жителей (согласно переписи).
- 2004 год — 39 хозяйств, 59 жителей.